# Port-des-Barques
Port-des-Barques est une commune littorale du Sud-Ouest de la France, située dans le département de la Charente-Maritime (région Nouvelle-Aquitaine). Ses habitants sont appelés les Portbarquais et Portbarquaises.

## Géographie
La commune de Port-des-Barques est située dans la partie sud-ouest de la France, au centre de la côte atlantique dont elle est riveraine, faisant partie du « Midi atlantique ».
Commune fluviale et estuarienne, Port-des-Barques se situe sur la rive gauche de l'embouchure de la Charente, à environ quinze kilomètres en aval de Rochefort, en face de la presqu'île de Fouras située sur la rive droite.
Commune maritime baignée par les eaux de l'océan Atlantique, sur sa partie ouest, elle inclut l'île Madame, à laquelle elle est reliée à marée basse par une voie de sable et galets appelée la Passe aux Bœufs et qui correspond à un tombolo.
C'est d'abord et avant tout une station balnéaire familiale du littoral charentais avec sa longue plage de sable fin, face à l'embouchure de la Charente. Elle tire un certain avantage de sa position géographique et participe activement à l'animation balnéaire de la côte charentaise pendant la période estivale.
Les communes limitrophes sont Fouras, Saint-Froult, Saint-Laurent-de-la-Prée et Saint-Nazaire-sur-Charente.
|                  | Fouras à 800m la Charente | Saint-Laurent-de-la-Prée   |
| Océan Atlantique | Port-des-Barques          | Saint-Nazaire-sur-Charente |
|                  | Saint-Froult              |                            |

## Urbanisme

### Typologie
Au 1er janvier 2024, Port-des-Barques est catégorisée bourg rural, selon la nouvelle grille communale de densité à 7 niveaux définie par l'Insee en 2022.
Elle appartient à l'unité urbaine de Port-des-Barques, une agglomération intra-départementale dont elle est ville-centre,. Par ailleurs la commune fait partie de l'aire d'attraction de Rochefort, dont elle est une commune de la couronne,. Cette aire, qui regroupe 33 communes, est catégorisée dans les aires de 50 000 à moins de 200 000 habitants,.
La commune, bordée par l'océan Atlantique, est également une commune littorale au sens de la loi du 3 janvier 1986, dite loi littoral. Des dispositions spécifiques d’urbanisme s’y appliquent dès lors afin de préserver les espaces naturels, les sites, les paysages et l’équilibre écologique du littoral, tel le principe d'inconstructibilité, en dehors des espaces urbanisés, sur la bande littorale des 100 mètres, ou plus si le plan local d’urbanisme le prévoit.

### Occupation des sols
L'occupation des sols de la commune, telle qu'elle ressort de la base de données européenne d’occupation biophysique des sols Corine Land Cover (CLC), est marquée par l'importance des territoires agricoles (62,8 % en 2018), une proportion identique à celle de 1990 (62,8 %). La répartition détaillée en 2018 est la suivante : 
terres arables (27,6 %), zones agricoles hétérogènes (26,8 %), zones urbanisées (22,9 %), prairies (8,5 %), zones humides côtières (8,1 %), espaces verts artificialisés, non agricoles (3,2 %), eaux maritimes (3 %). L'évolution de l’occupation des sols de la commune et de ses infrastructures peut être observée sur les différentes représentations cartographiques du territoire : la carte de Cassini (XVIIIe siècle), la carte d'état-major (1820-1866) et les cartes ou photos aériennes de l'IGN pour la période actuelle (1950 à aujourd'hui).

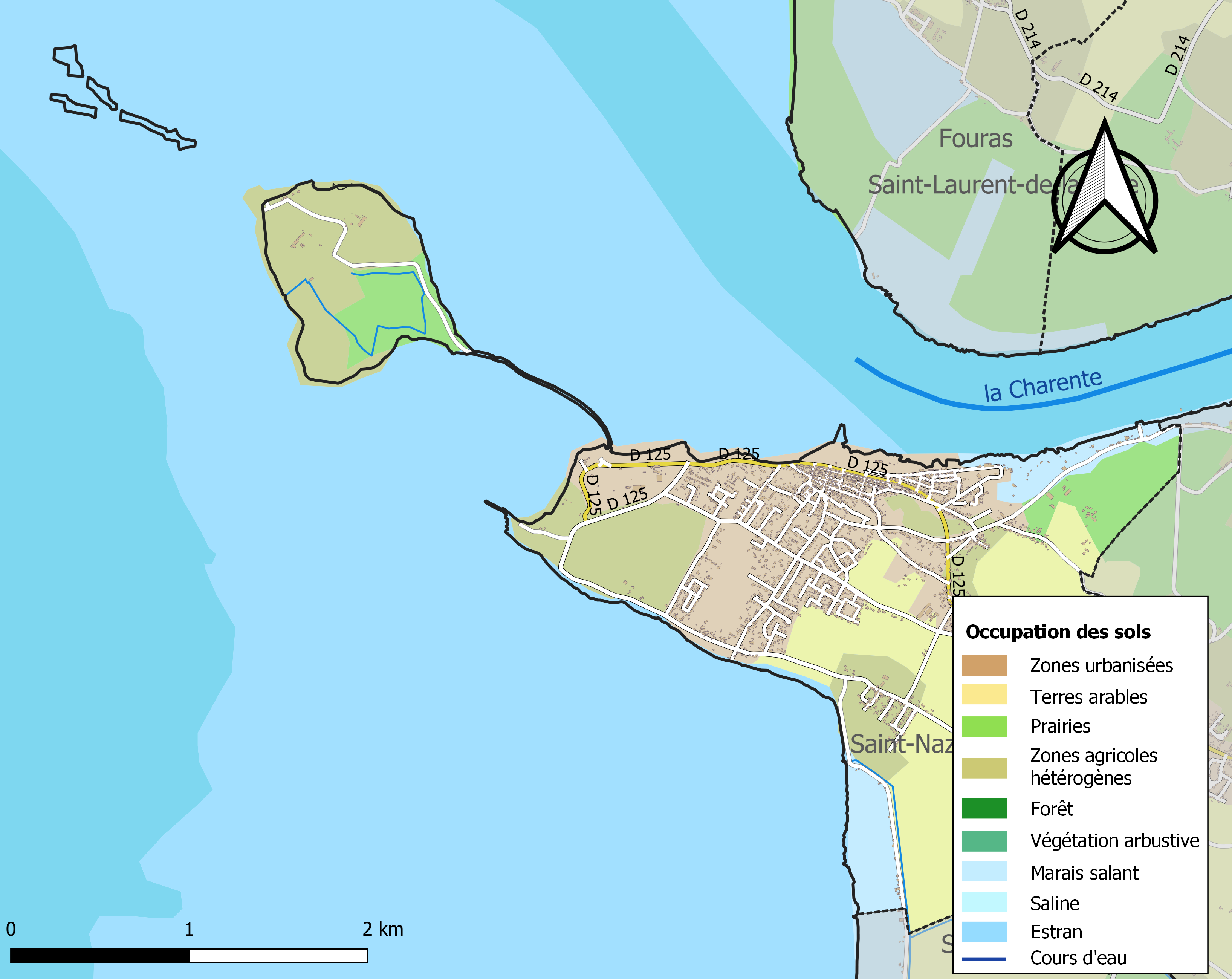
Carte des infrastructures et de l'occupation des sols de la commune en 2018 (CLC).

### Risques majeurs
Le territoire de la commune de Port-des-Barques est vulnérable à différents aléas naturels : météorologiques (tempête, orage, neige, grand froid, canicule ou sécheresse), inondations, mouvements de terrains et séisme (sismicité modérée). Il est également exposé à un risque technologique, le transport de matières dangereuses. Un site publié par le BRGM permet d'évaluer simplement et rapidement les risques d'un bien localisé soit par son adresse soit par le numéro de sa parcelle.

#### Risques naturels
La commune fait partie du territoire à risques importants d'inondation (TRI) du littoral charentais-maritime, regroupant 40 communes concernées par un risque de submersion marine de la zone côtière, un des 21 TRI qui ont été arrêtés fin 2012 sur le bassin Adour-Garonne et confirmé en 2018 lors du second cycle de la Directive inondation, mais annulé en 2020. Les submersions marines les plus marquantes des XXe et XXIe siècles antérieures à 2019 sont celles liées à la tempête du 9 février 1924, à la tempête du 15 février 1957, aux tempêtes Lothar et Martin des 26 et 27 décembre 1999 et à la tempête Xynthia des 27 et 28 février 2010. D’une violence exceptionnelle, la tempête Xynthia a fortement endommagé le littoral de la Charente Maritime : douze personnes ont perdu la vie (essentiellement par noyade), des centaines de familles ont dû être relogées, et, sur un linéaire de l’ordre de 400 km de côte et de 225 km de défenses contre la mer, environ la moitié de ces ouvrages a subi des dommages plus ou moins importants. C’est environ 5 000 à 6 000 bâtiments qui ont été submergés et 40 000 ha de terres agricoles. La commune a été reconnue en état de catastrophe naturelle au titre des dommages causés par les inondations et coulées de boue survenues en 1982, 1993, 1999 et 2010,.

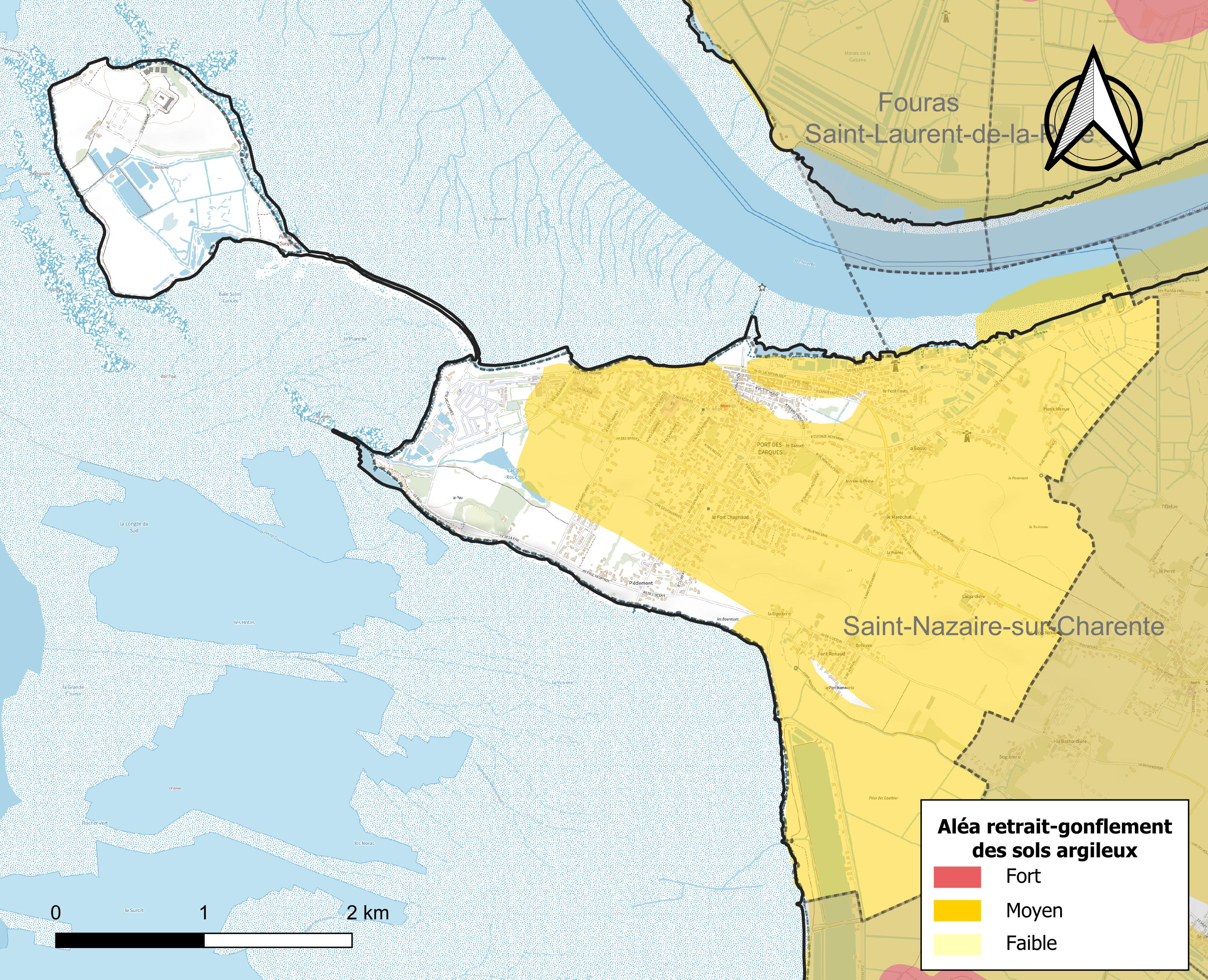
Carte des zones d'aléa retrait-gonflement des sols argileux de Port-des-Barques.

Les mouvements de terrains susceptibles de se produire sur la commune sont des tassements différentiels.
Le retrait-gonflement des sols argileux est susceptible d'engendrer des dommages importants aux bâtiments en cas d’alternance de périodes de sécheresse et de pluie. 70,7 % de la superficie communale est en aléa moyen ou fort (54,2 % au niveau départemental et 48,5 % au niveau national). Sur les 1 378 bâtiments dénombrés sur la commune en 2019, 1 153 sont en aléa moyen ou fort, soit 84 %, à comparer aux 57 % au niveau départemental et 54 % au niveau national. Une cartographie de l'exposition du territoire national au retrait gonflement des sols argileux est disponible sur le site du BRGM,.
Par ailleurs, afin de mieux appréhender le risque d’affaissement de terrain, l'inventaire national des cavités souterraines permet de localiser celles situées sur la commune.
Concernant les mouvements de terrains, la commune a été reconnue en état de catastrophe naturelle au titre des dommages causés par les sécheresses de 2003, 2005 et 2011 et par des mouvements de terrain en 1999 et 2010.

#### Risques technologiques
Le risque de transport de matières dangereuses sur la commune est lié à sa traversée par une ou des infrastructures routières ou ferroviaires importantes ou la présence d'une canalisation de transport d'hydrocarbures. Un accident se produisant sur de telles infrastructures est susceptible d’avoir des effets graves sur les biens, les personnes ou l'environnement, selon la nature du matériau transporté. Des dispositions d’urbanisme peuvent être préconisées en conséquence.

## Toponymie
En saintongeais, la commune est appelée Port-daus-Batias.

## Histoire
C'est de Port-des-Barques que La Fayette appareilla en 1780 à bord de la frégate Hermione en direction des Amériques ; une petite stèle commémorant cet évènement est visible sur le port. Elle est surmontée par une sculpture du buste du Marquis, réalisée par l'artiste chauvinois Guy Manseau.
Le 19 septembre 1947, la commune de Port-des-Barques est créée par détachement de la commune de Saint-Nazaire-sur-Charente.

## Politique et administration

### Liste des maires
| Période                                  | Période  | Identité          | Étiquette | Qualité                                                             |
| ---------------------------------------- | -------- | ----------------- | --------- | ------------------------------------------------------------------- |
| avant 1951                               | ?        | Maurice Bécuwe    | RGR       | Secrétaire général du bureau des équipements d’outre-mer            |
| 2001                                     | 2008     | Jean-Louis Martin |           |                                                                     |
| 2008                                     | 2014     | Jacky Laugraud    |           |                                                                     |
| 2014                                     | En cours | Lydie Demené      | DVD       | Fonctionnaire 3e vice-présidente de la CA Rochefort Océan (2020 → ) |
| Les données manquantes sont à compléter. |          |                   |           |                                                                     |

### Région
À la suite de la mise en application de la réforme administrative de 2014 ramenant le nombre de régions de France métropolitaine de 22 à 13, la commune appartient depuis le 1er janvier 2016 à la région Nouvelle-Aquitaine, dont la capitale est Bordeaux. De 1972 au 31 décembre 2015, elle a appartenu à la région Poitou-Charentes, dont le chef-lieu était Poitiers.

## Démographie
L'évolution du nombre d'habitants est connue à travers les recensements de la population effectués dans la commune depuis 1954. Pour les communes de moins de 10 000 habitants, une enquête de recensement portant sur toute la population est réalisée tous les cinq ans, les populations de référence des années intermédiaires étant quant à elles estimées par interpolation ou extrapolation. Pour la commune, le premier recensement exhaustif entrant dans le cadre du nouveau dispositif a été réalisé en 2005.

En 2022, la commune comptait 1 754 habitants, en évolution de −1,9 % par rapport à 2016 (Charente-Maritime : +4,04 %, France hors Mayotte : +2,11 %).
| 1954  | 1962  | 1968  | 1975  | 1982  | 1990  | 1999  | 2005  | 2006  |
| ----- | ----- | ----- | ----- | ----- | ----- | ----- | ----- | ----- |
| 1 090 | 1 160 | 1 181 | 1 234 | 1 330 | 1 455 | 1 534 | 1 671 | 1 805 |

| 2010  | 2015  | 2020  | 2022  | - | - | - | - | - |
| ----- | ----- | ----- | ----- | - | - | - | - | - |
| 1 885 | 1 765 | 1 764 | 1 754 | - | - | - | - | - |

### Pyramide des âges
La population de la commune est relativement âgée.
En 2018, le taux de personnes d'un âge inférieur à 30 ans s'élève à 18,4 %, soit en dessous de la moyenne départementale (29 %). À l'inverse, le taux de personnes d'âge supérieur à 60 ans est de 51,2 % la même année, alors qu'il est de 34,9 % au niveau départemental.
En 2018, la commune comptait 867 hommes pour 906 femmes, soit un taux de 51,1 % de femmes, légèrement inférieur au taux départemental (52,15 %).
Les pyramides des âges de la commune et du département s'établissent comme suit.
| Hommes | Classe d’âge | Femmes |
| ------ | ------------ | ------ |
| 0,5    | 90 ou +      | 1,3    |
| 14,3   | 75-89 ans    | 17,4   |
| 33,7   | 60-74 ans    | 35,0   |
| 19,9   | 45-59 ans    | 19,5   |
| 10,4   | 30-44 ans    | 10,9   |
| 8,9    | 15-29 ans    | 6,2    |
| 12,3   | 0-14 ans     | 9,7    |

| Hommes | Classe d’âge | Femmes |
| ------ | ------------ | ------ |
| 1,1    | 90 ou +      | 2,6    |
| 10,1   | 75-89 ans    | 12,6   |
| 22     | 60-74 ans    | 23,2   |
| 20,1   | 45-59 ans    | 19,7   |
| 16,1   | 30-44 ans    | 15,6   |
| 15,2   | 15-29 ans    | 12,7   |
| 15,4   | 0-14 ans     | 13,6   |

## Activités
Deux des activités principales sont le tourisme et l'ostréiculture.

## Jumelages
- Ville jumelée avec  Saint-Bonnet-près-Riom (France).

## Tourisme

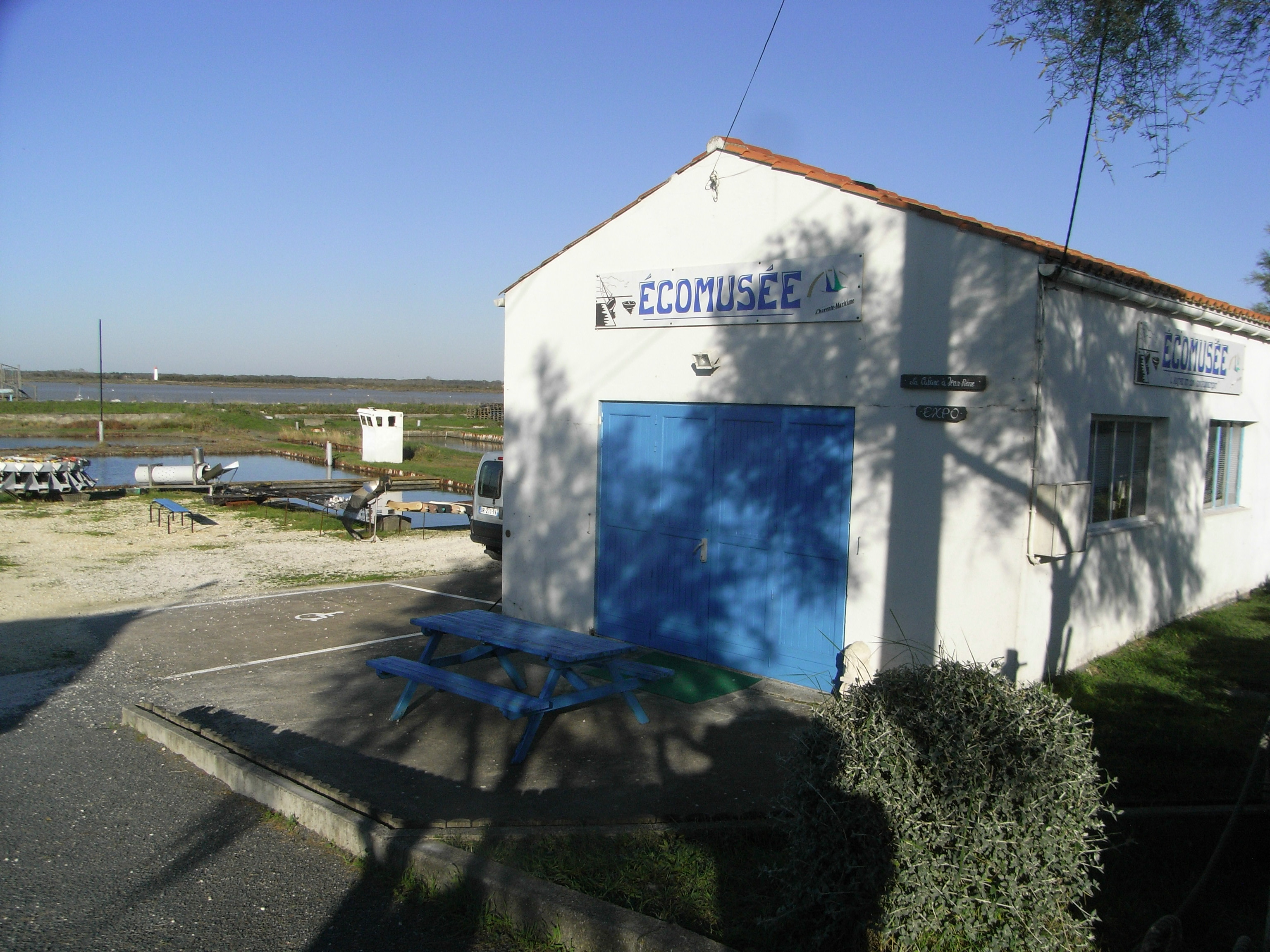
Le petit bâtiment de l'Écomusée de l'huître

Le village est connu pour des alignements d'installations de pêche au carrelet le long de ses rivages. Le bord de mer et les berges de la Charente voient se succéder ces pontons et cabanes sur pilotis, munis de leur grand filet carré, relevé par un treuil à manivelle, pour pêcher à la faveur des marées montantes.

## Lieux et monuments
- L'église Sainte-Catherine Labouré.
- La chapelle du sanctuaire.
- Le Calvaire.
- Villa les Tourelles

## Héraldique
| Blason | Blasonnement : De gueules à la barque contournée d’or habillée du même voguant sur une mer ondée de sinople mouvant de la pointe, surmontée de trois macles accolées aussi d’or touchant les flancs. |

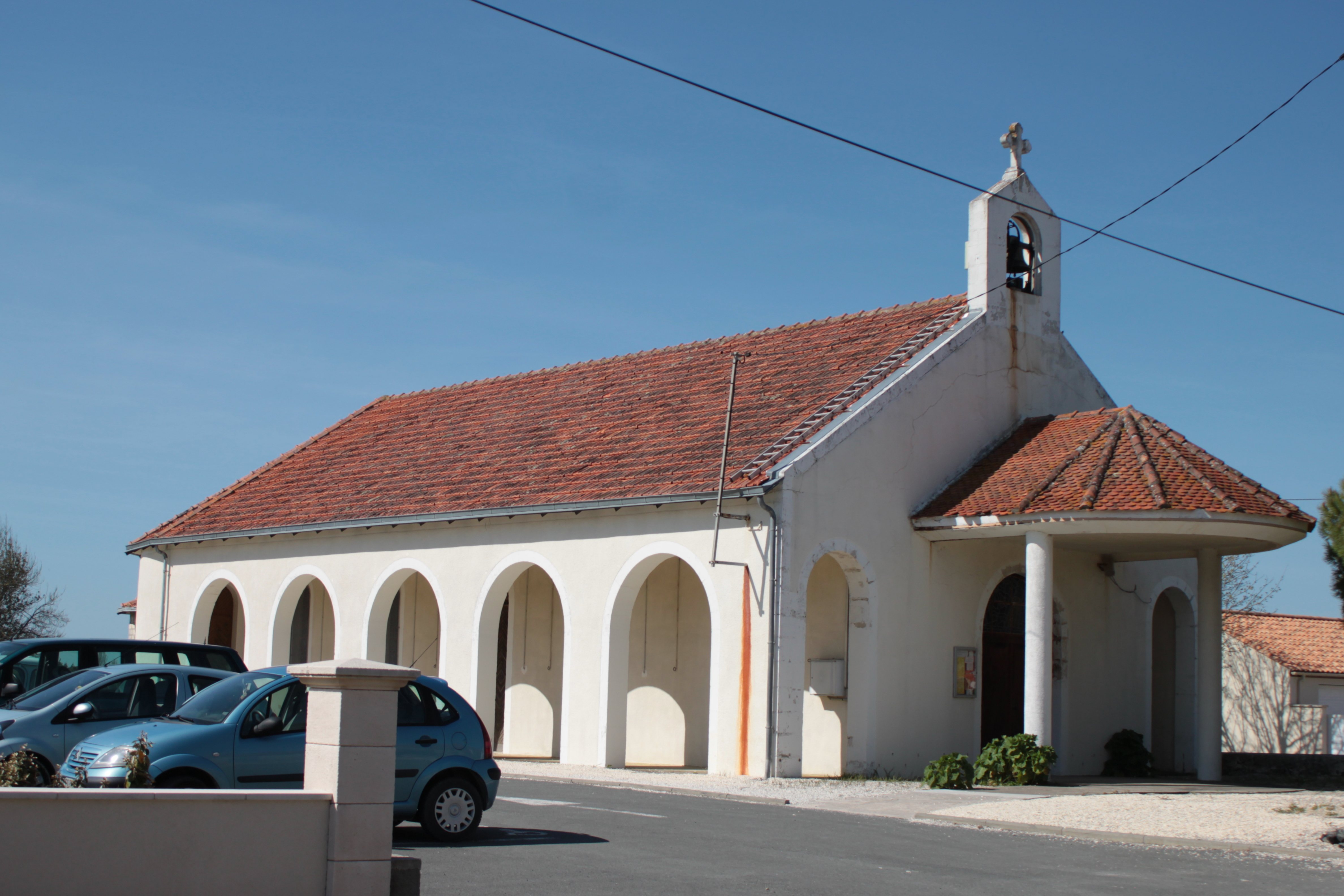
L'église Saint-Catherine Labouré.
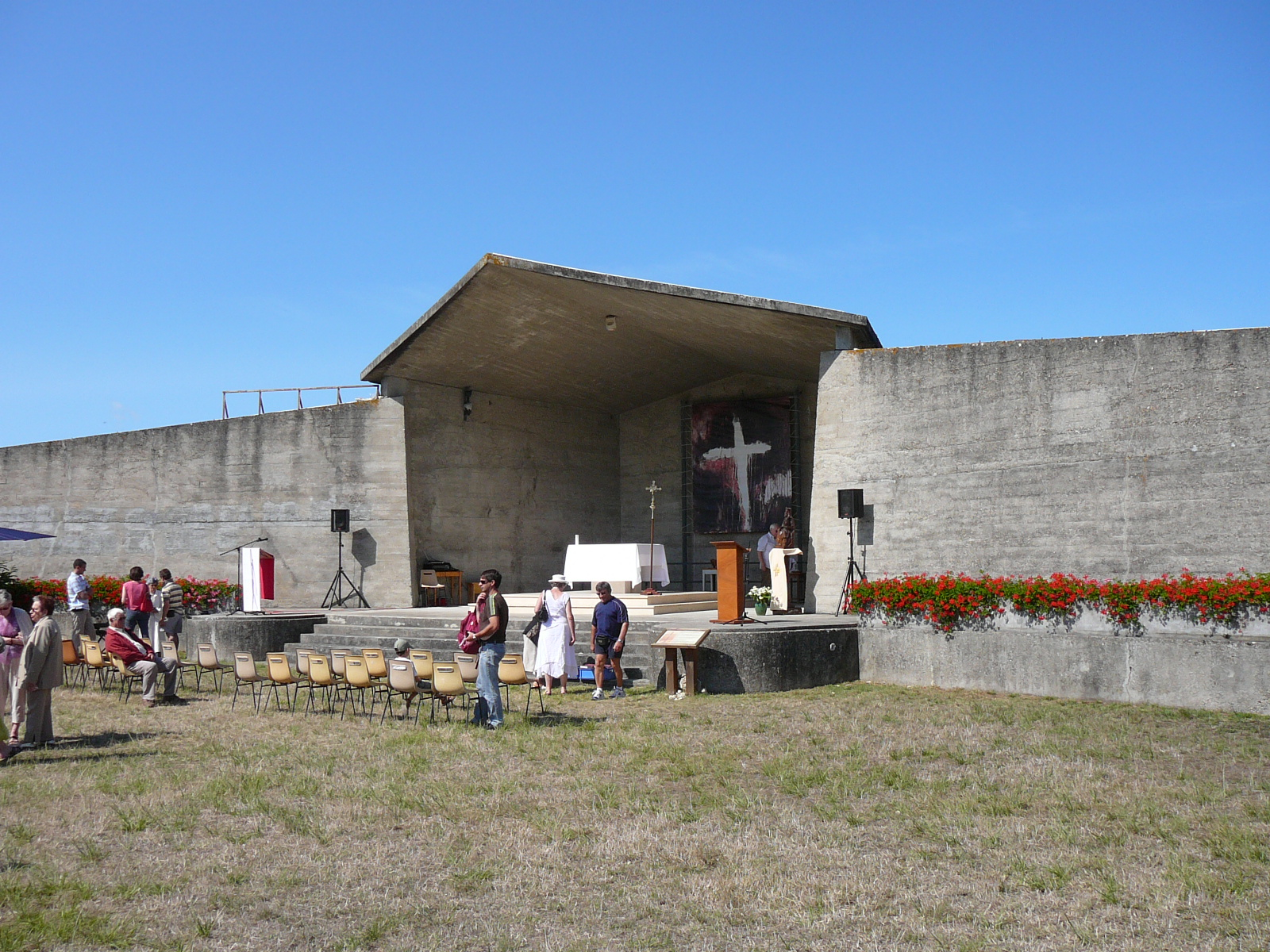
La chapelle du sanctuaire.
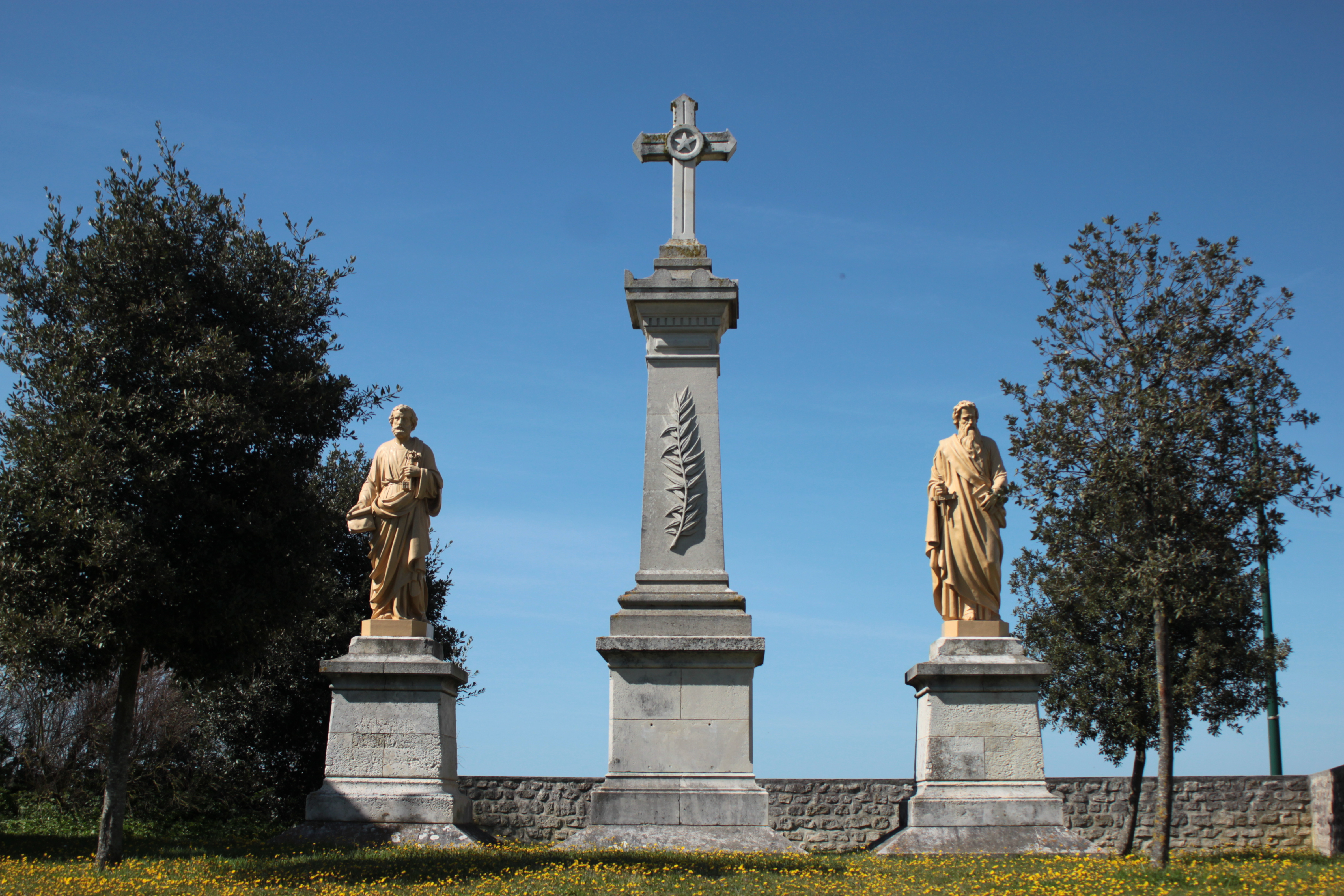
Le Calvaire.
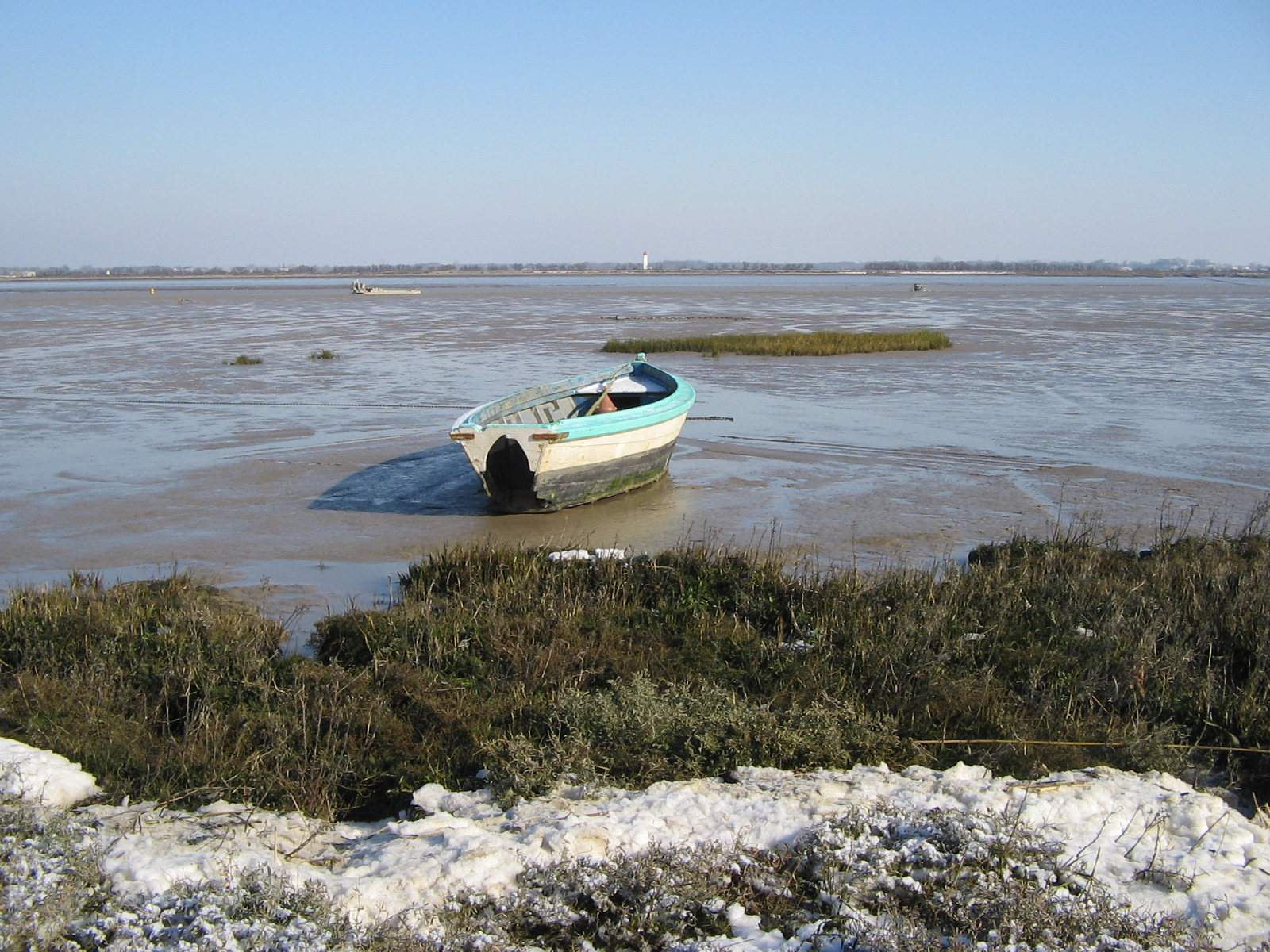
L'embouchure de la Charente, vue depuis la rive du village. Au loin le chenal et le phare situé dans le marais de Saint-Laurent-de-la-Prée, servant à l'alignement pour l'entrée dans La Charente.
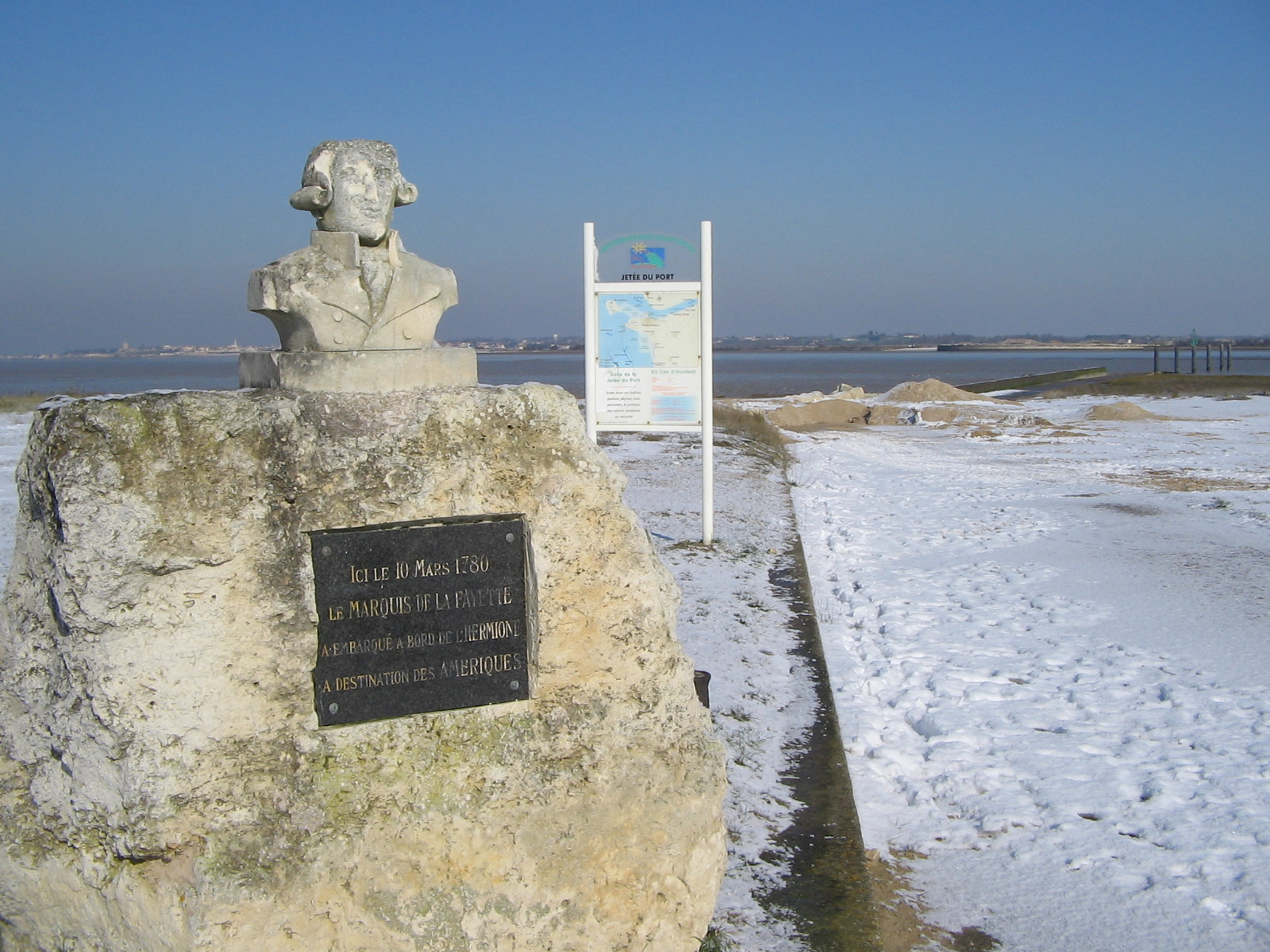
La stèle à la jetée, où le marquis de La Fayette embarqua, en 1780.